# سیلامباراسان
سیلامباراسان (به انگلیسی: Silambarasan) (زاده ۳ فوریه ۱۹۸۳) بازیگر هندی است.
از فیلم‌هایی که وی در آن نقش داشته‌است می‌توان به از آسمان عبور خواهم کرد، تخم کلاغ، آسمان، موج، دعوا، چه جادویی کردی؟، معشوق پایان ناپذیر است، آسمان سرخ زرشکی و ده سر (۲۰۲۳) اشاره کرد.